# Cabra-doméstica
A cabra (ou bode, no masculino) (nome científico: Capra aegagrus hircus) é uma espécie domesticada herbívora de capríneo (Caprinae) pertencente ao gênero Capra, tipicamente mantida como gado. Foi domesticada a partir da cabra-selvagem (Capra aegagrus) do sudoeste da Ásia e da Europa Oriental e é uma subespécie. É um membro da família animal dos bovídeos (Bovidae) e da tribo Caprini, o que significa que está intimamente relacionado com a ovelha. Existem mais de 300 raças distintas de cabra. É uma das mais antigas espécies de animais domesticados, de acordo com evidências arqueológicas de que sua primeira domesticação ocorreu no Irã em 10 mil anos atrás. As cabras têm sido usadas para leite, carne, pelo e pele em grande parte do mundo. Em 2011, havia mais de 924 milhões de cabras globalmente, de acordo com a Organização das Nações Unidas para Agricultura e Alimentação. Consta na Lista de espécies invasoras no Brasil, bem como na lista das 100 das espécies exóticas invasoras mais daninhas do mundo da União Internacional para a Conservação da Natureza (UICN), onde está na décima sétima posição.

## Etimologia
"Cabra" se originou do latim capra.

## História
As cabras estão entre os primeiros animais domesticados pelos humanos. A análise genética mais recente confirma a evidência arqueológica de que o íbex Capra aegagrus aegagrus das montanhas Zagros é o provável ancestral original de provavelmente todas as cabras domésticas de hoje. Os agricultores neolíticos começaram a pastorear cabras selvagens principalmente para facilitar acesso ao leite e à carne, bem como ao esterco, que era usado como combustível; e seus ossos, pelos e tendões foram usados para roupas, construção e ferramentas. Os primeiros vestígios de cabras domesticadas que datam de 10 mil anos AP são encontrados em Ganje Daré no Irã. Restos de cabras foram encontrados em sítios arqueológicos em Jericó, Choga Mami, Jeitum e Çayönü, datando a domesticação de cabras na Ásia Ocidental entre nove e oito mil anos atrás. Estudos de evidências de ADN sugerem 10 mil anos atrás como a data de domesticação. Talvez sua resistência natural e capacidade de adaptação a condições extremas tenha chamado a atenção dos povos nômades da região para este animal e à possibilidade de o domesticar.

## Anatomia e saúde
Cada raça reconhecida de cabra tem faixas de peso específicas, que variam de mais de 140 quilos (300 libras) para machos de raças maiores, como o bôer, a 20 a 27 quilos (45 a 60 libras) para cabras menores. Dentro de cada raça, diferentes cepas ou linhagens podem ter diferentes tamanhos reconhecidos. Na parte inferior da faixa de tamanho estão as raças em miniatura, como o pigmeu-africano, que mede de 41 a 58 centímetros (16 a 23 polegadas) no ombro quando adultos. As cabras não têm canais lacrimais. Emitem um som chamado de "balido" e o substantivo coletivo para grupos de cabras é "fato".

### Chifres

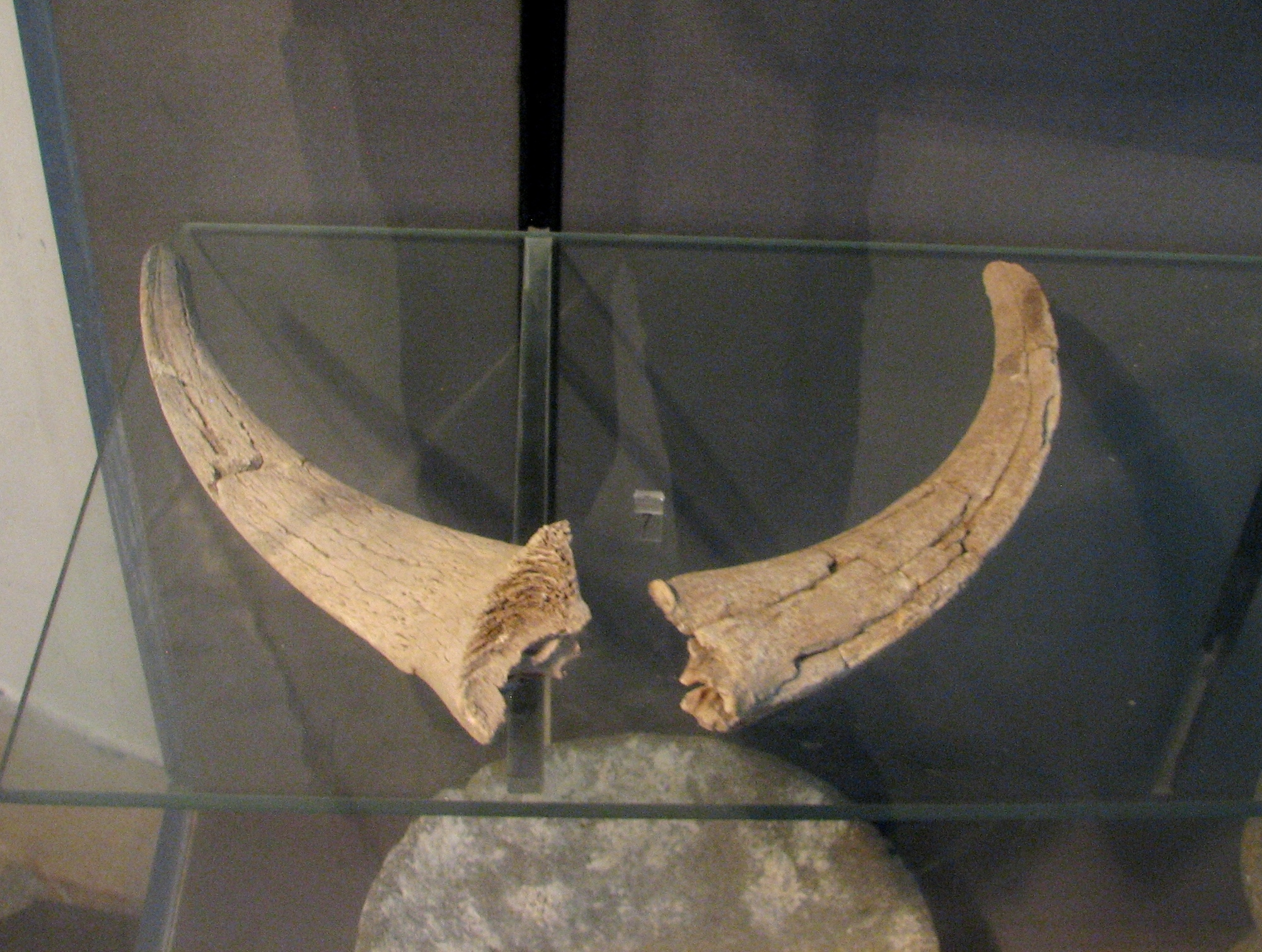
Núcleos de chifre da vila neolítica de Atlite Iã

A maioria das cabras tem naturalmente dois chifres, de várias formas e tamanhos, dependendo da raça. Houve incidentes de cabras policeratas (com até oito chifres), embora esta seja uma raridade genética que se acredita ser herdada. Ao contrário do gado, as cabras não foram criadas com sucesso para serem pesquisadas de forma confiável, pois os genes que determinam o sexo e os chifres que determinam estão intimamente ligados. Cruzar duas cabras geneticamente mochos resulta num alto número de indivíduos intersexuais entre os descendentes, que são tipicamente estéreis. Seus chifres são feitos de osso vivo cercado por queratina e outras proteínas, e são usados para defesa, domínio e territorialidade. Os chifres são mais tipicamente removidos em rebanhos comerciais de cabras leiteiras para reduzir as lesões.

### Digestão e lactação
As cabras são ruminantes. Têm estômago de quatro câmaras que consiste no rúmen, o retículo, o omaso e o abomaso. Tal como acontece com outros ruminantes mamíferos, são unguladas com dedos pares. As fêmeas têm úbere composto por duas tetas, em contraste com o gado, que tem quatro tetas. Uma exceção a isso é a cabra-bôer, que às vezes pode ter até oito tetas.

## Reprodução

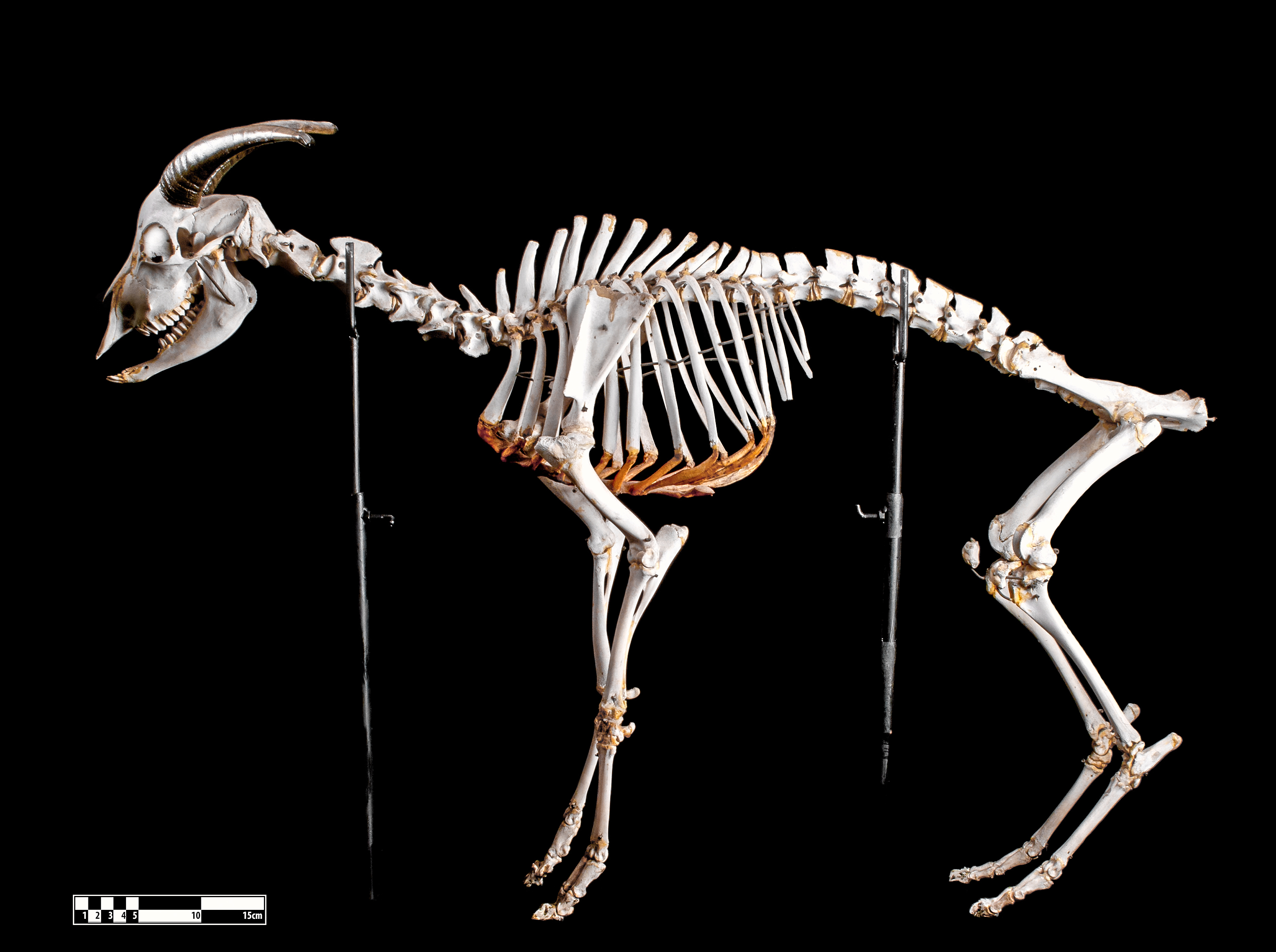
Esqueleto

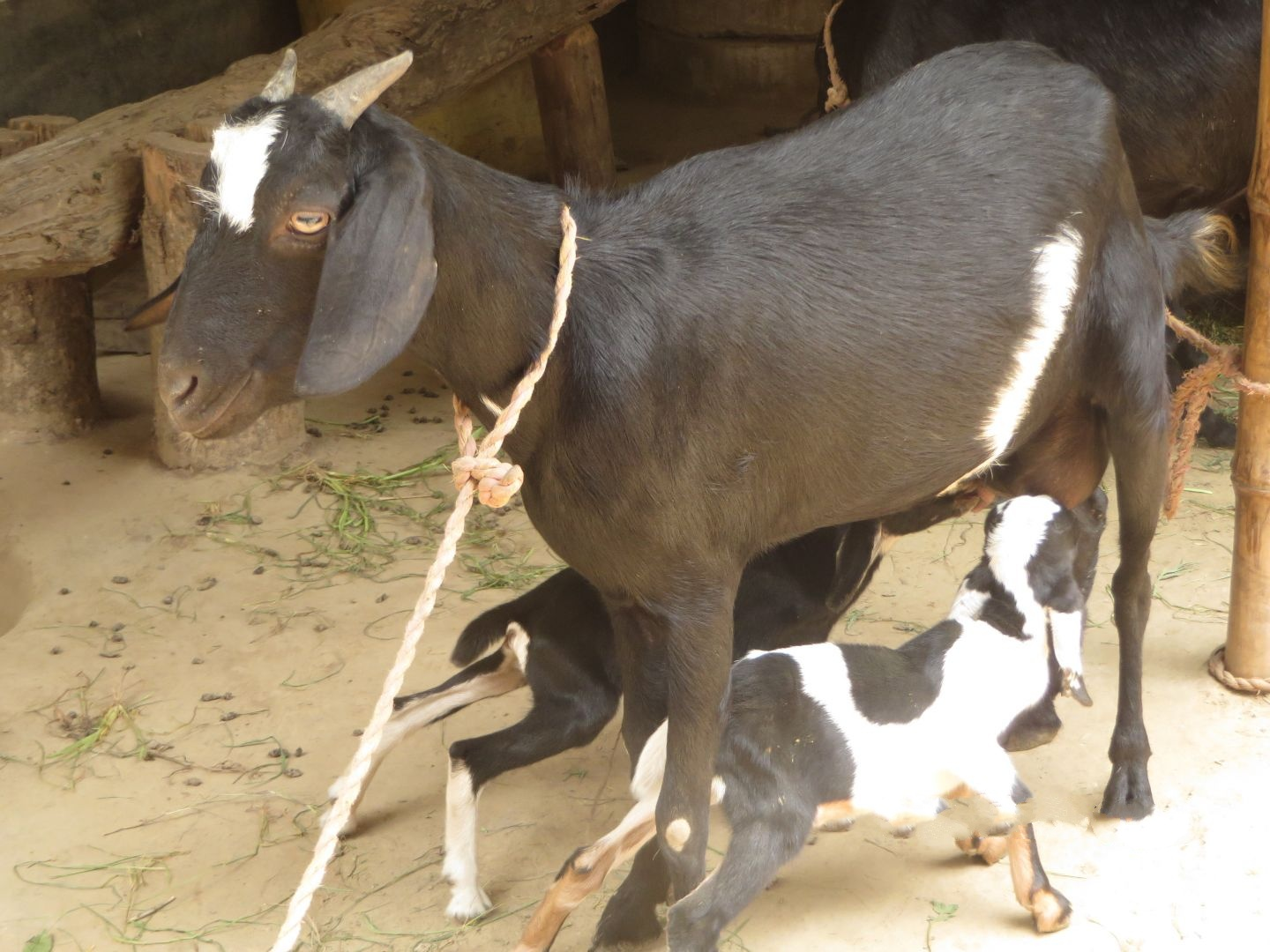
Cabra com seu filhote

Portugal conta com a presença de seis raças autóctones de cabras: algarvia; bravia; preta montesinho; charnequeira; serpentina; e serrana. A cabra serrana é a raça mais representativa das raças portuguesas, sendo possível encontrá-la em mais de metade do território continental português. A antiga estirpe inglesa, em particular, está entre as bases de algumas raças modernas padronizadas. Por exemplo, o anglo-núbio originou-se na Inglaterra nos anos 1920-1930, resultado do cruzamento entre as cabras inglesas e bodes importados. Bodes de raças suíças e do norte entram no cio no outono, assim como nos ciclos de cio das fêmeas. Os machos de raças equatoriais podem apresentar fertilidade sazonalmente reduzida, mas, assim como as fêmeas, são capazes de se reproduzir em todos os momentos. O cio é caracterizado pela diminuição do apetite e interesse obsessivo pelas cabras. Um bode no cio exibirá os lábios curvados e urinará nas patas dianteiras e no rosto. As glândulas odoríferas sebáceas na base dos chifres aumentam o odor do bode, o que é importante para torná-lo atraente à fêmea. Algumas fêmeas não acasalam com um macho que tenha descendido.
A duração da gestação é de aproximadamente 150 dias. Gêmeos são o resultado usual, com nascimentos únicos e trigêmeos também comuns. Menos frequentes são as ninhadas de quádruplos, quíntuplos e até sêxtuplos. O parto geralmente ocorre sem intercorrências. Pouco antes do nascimento, a cabra terá uma área afundada ao redor da cauda e do quadril, além de respiração pesada. Pode ter olhar preocupado, ficar inquieta e demonstrar grande afeição por seu guardião. A mãe muitas vezes come a placenta, que lhe dá nutrientes muito necessários, ajuda a estancar o sangramento e se assemelha ao comportamento de herbívoros selvagens, como veados, para reduzir a atração do cheiro de nascimento aos predadores.
A produção de leite ocorre na fase de parto. Ela varia com a raça, idade, qualidade e dieta da fêmea; cabras leiteiras geralmente produzem entre 680 e 1 810 quilo (1 500 quatro mil libras) de leite por lactação de 305 dias. Em média, uma cabra leiteira de boa qualidade fornecerá pelo menos três quilos (seis libras) de leite por dia enquanto estiver lactando. Um ordenhador de primeira viagem pode produzir menos, ou até sete quilos (16 libras), ou mais de leite em casos excepcionais. Após a lactação, a fêmea irá "secar", normalmente após a reprodução. Ocasionalmente, cabras que não foram criadas e são ordenhadas continuamente continuarão a lactação além dos 305 dias típicos. A lactação masculina também é conhecida por ocorrer em cabras.

## Dieta

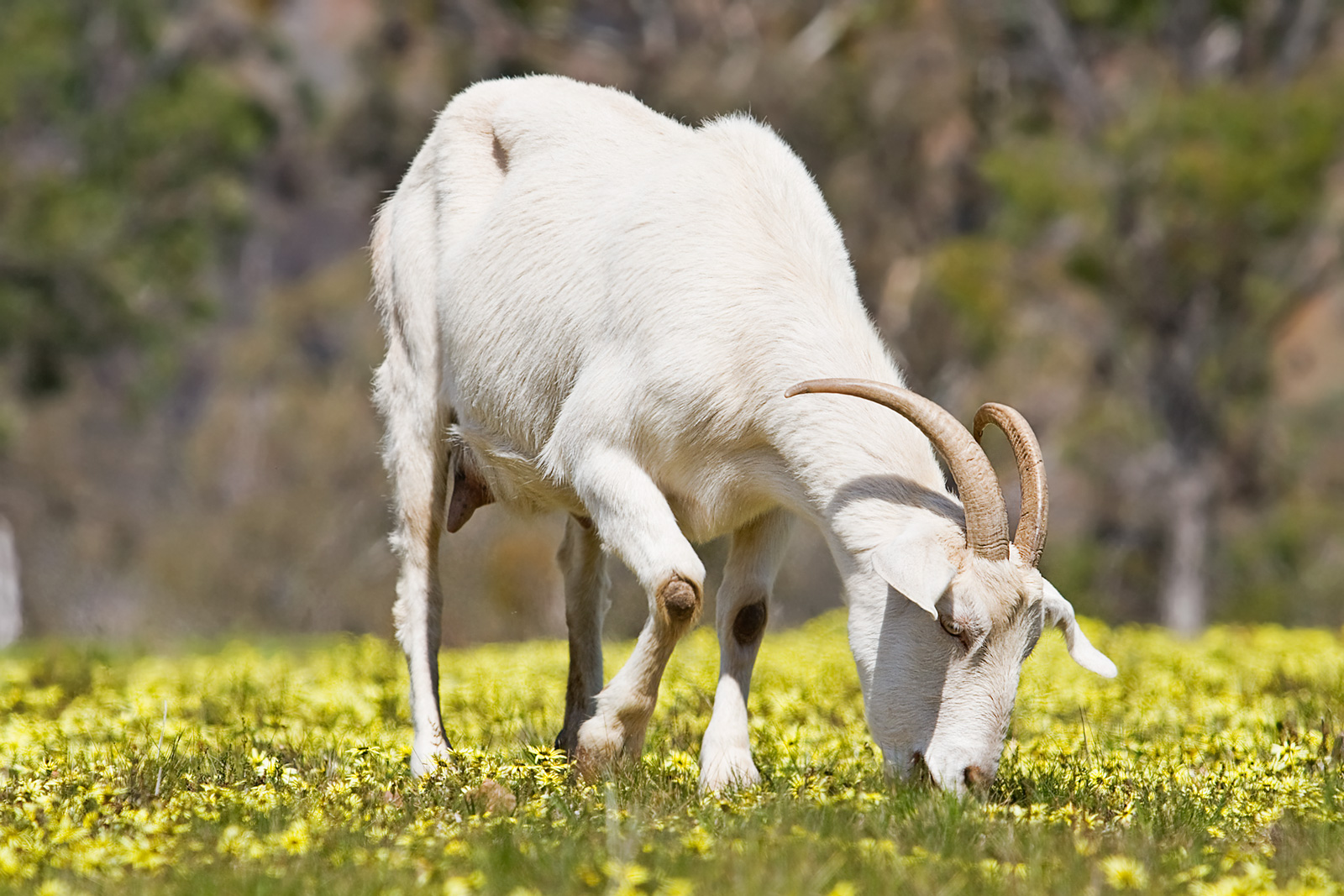
Uma cabra doméstica se alimentando em um campo com ervas daninhas tóxicas à maioria dos animais de gado

As cabras têm fama de estarem dispostas a comer quase tudo, incluindo latas e caixas de papelão. Embora não comam material não comestível, são animais que comem folhas e não pastam como gado e ovelhas, e (juntamente com sua natureza altamente curiosa) mastigam e provam praticamente qualquer coisa remotamente parecida com matéria vegetal para decidir se é bom comer, incluindo papelão, roupas e papel (como rótulos de latas). Além de provar muitas coisas, são bastante específicas no que realmente consomem, preferindo comer nas pontas de arbustos e árvores lenhosas, bem como ocasionais plantas de folhas largas. No entanto, pode-se dizer que sua dieta vegetal é extremamente variada e inclui algumas espécies que são tóxicas. Preferem comer em vinhas, como Pueraria lobata , em arbustos e ervas daninhas, mais como veados do que ovelhas, preferindo-os às gramíneas. Solanáceas são venenosas; folhas murchas de árvores frutíferas também podem matar cabras. Silagem (caules de milho fermentados) e feno (feno de capim fermentado) podem ser usados se consumidos imediatamente após a abertura – as cabras são particularmente sensíveis à bactéria Listeria que pode crescer em rações fermentadas. A alfafa, uma planta rica em proteínas, é amplamente usada como feno; Festuca é o feno menos palatável e menos nutritivo. O mofo na ração duma cabra pode deixá-la doente e possivelmente matá-la. Em vários lugares da China, as cabras são usadas na produção de chá. As cabras são soltas nos terraços de chá, onde evitam consumir folhas de chá verde (que contêm substâncias de sabor amargo), mas comem ervas daninhas. Os excrementos das cabras fertilizam as plantas de chá.
A fisiologia digestiva dum filhote muito jovem (como a de outros ruminantes) é essencialmente a mesma dum animal monogástrico. A digestão do leite começa no abomaso, tendo o leite contornado o rúmen através do fechamento do sulco reticuloesofágico durante a sucção. Ao nascimento, o rúmen não está desenvolvido, mas quando o filhote começa a consumir alimentos sólidos, o rúmen logo aumenta em tamanho e em sua capacidade de absorver nutrientes. O tamanho adulto duma cabra em particular é um produto de sua raça (potencial genético) e sua dieta durante o crescimento (potencial nutricional). Tal como acontece com todos os animais, dietas proteicas aumentadas (10 a 14%) e calorias suficientes durante o período pré-puberdade produzem taxas de crescimento mais altas e tamanho eventual maior do que taxas de proteína mais baixas e calorias limitadas. As cabras de estrutura grande, com tamanho esquelético maior, atingem peso maduro mais tarde (36 a 42 meses) do que as cabras de estrutura pequena (18 a 24 meses) se ambas forem alimentadas com todo o seu potencial. Cabras de estrutura grande precisam de mais calorias do que cabras de estrutura pequena para manutenção das funções diárias.

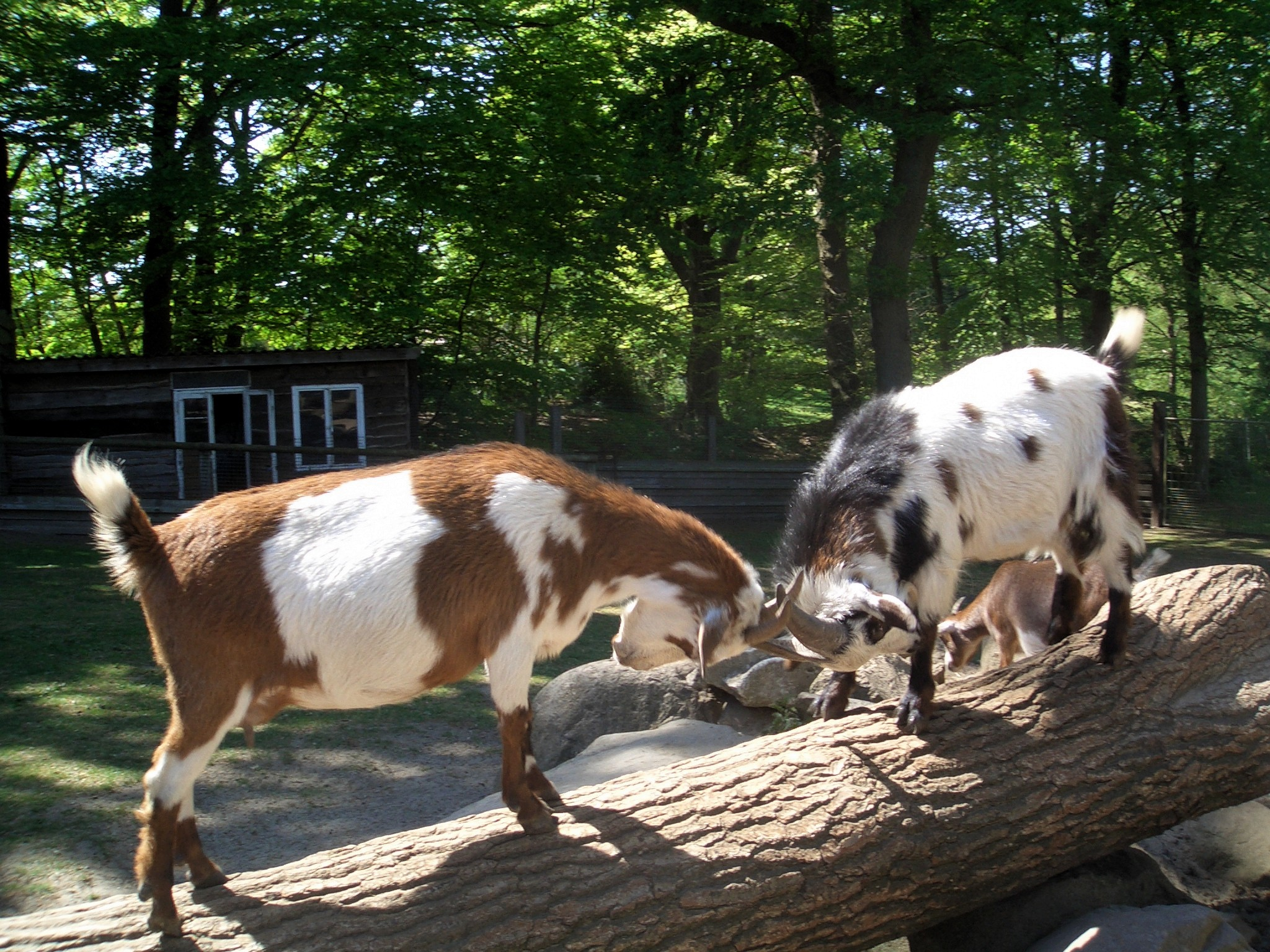
Cabras estabelecem hierarquia de dominância nos rebanhos por meio de cabeçadas

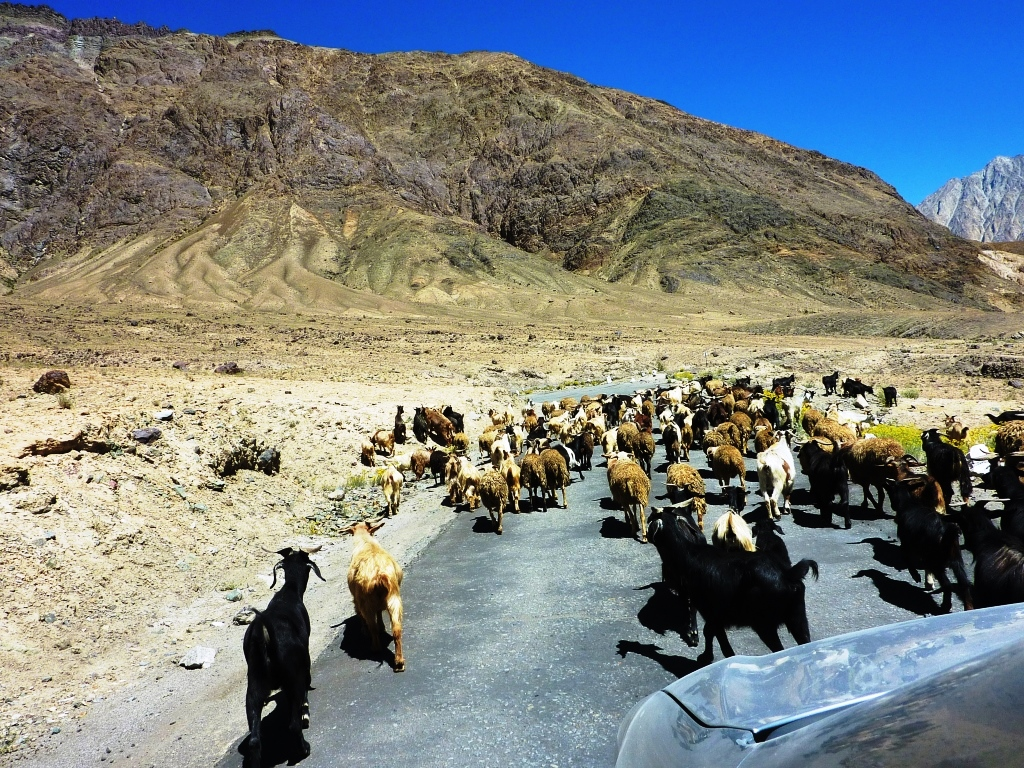
Cabras bloqueando uma estrada me Ladaque, Índia

## Comportamento
As cabras são naturalmente curiosas. Também são ágeis e conhecidas por sua capacidade de escalar e se equilibrar em lugares precários. Isso os torna o único ruminante a subir regularmente em árvores. Devido à sua agilidade e curiosidade, são notórias por escapar de seus cercados testando cercas e cercados, seja intencionalmente ou simplesmente porque estão acostumados a escalar. Se alguma das cercas puder ser superada, quase inevitavelmente escaparão. Foram consideradas tão inteligentes quanto os cães por alguns estudos. Quando manejadas em grupo, tendem a apresentar menos comportamento de pastoreio do que as ovelhas. Quando pastam sem serem perturbados, tendem a se espalhar pelo campo ou intervalo, em vez de se alimentarem lado a lado, como ovelhas. Ao amamentar, deixarão seus filhos separados ("deitados") em vez de agrupados, assim como as ovelhas. Geralmente se virarão e enfrentarão um intruso e os bodes são mais propensos a atacar do que os carneiros.
Um estudo da Universidade Queen Mary relata que as cabras tentam se comunicar com pessoas da mesma maneira que animais domesticados, como cães e cavalos. A pesquisa realizada para testar as habilidades de comunicação descobriu que procuram ajuda dum humano quando enfrentam um desafio que já havia sido dominado, mas depois modificado. Especificamente, quando apresentado a uma caixa, a cabra foi capaz de remover a tampa e recuperar um petisco dentro, mas quando a caixa foi virada para que a tampa não pudesse ser removida, a cabra se virava e olhava à pessoa e se movia em direção a ela, antes de olhar de volta à caixa. Este é o mesmo tipo de comunicação complexa observada por animais criados como animais domésticos, como cães. Os pesquisadores acreditam que a melhor compreensão da interação humano-cabra pode oferecer melhoria geral no bem-estar dos animais. O campo da antropozoologia estabeleceu que animais domesticados têm capacidade de comunicação complexa com humanos quando, em 2015, um cientista japonês determinou que os níveis de ocitocina aumentavam em seres humanos quando os cães eram expostos a uma dose do "hormônio do amor", provando que um vínculo humano-animal existe. Esta é a mesma afinidade que foi comprovada com o estudo de Londres acima; as cabras são inteligentes, capazes de comunicação complexa e capazes de formar laços.

## Doenças
As cabras podem ser infectadas com várias doenças virais e bacterianas, como febre aftosa, artrite encefalite caprina, linfadenite caseosa, conjuntivite, mastite e pseudo-raiva. Podem transmitir várias doenças zoonóticas às pessoas, como tuberculose, brucelose, febre Q, raiva. O leite de cabra pode ser contaminado com toxoplasma e infectar humanos pela penetração dos taquizoítos pelas mucosas da boca e faringe, o que leva à toxoplasmose.

## Expectativa de vida
A expectativa de vida das cabras é entre 15 e 18 anos. Foi relatado um caso de cabra atingindo a idade de 24 anos. Vários fatores podem reduzir essa expectativa média; problemas durante a brincadeira podem diminuir a expectativa de vida duma cabra para 10 ou 11, e o estresse de entrar no cio pode diminuir a expectativa de vida dum cervo para oito a 10 anos.

## Uso humano

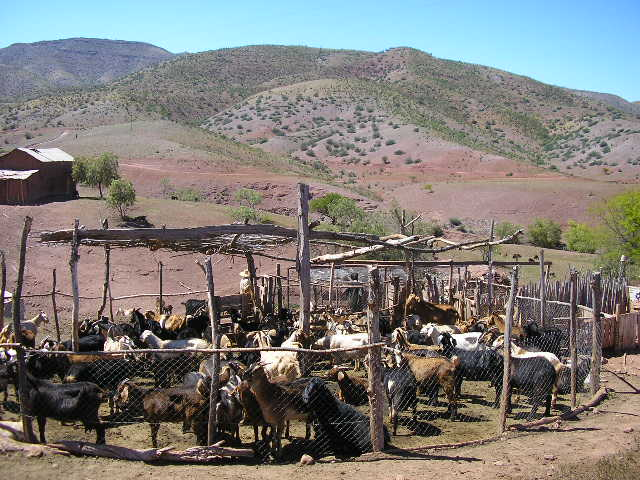
A criação de cabras é comum na região de Norte Chico, no Chile, onde a criação intensiva de caprinos em terras secas pode produzir erosão severa e desertificação

Uma cabra é útil aos humanos quando está viva e quando está morta, primeiro como fornecedora renovável de leite, esterco e fibra, e depois como carne e couro à produção de calçado, vestuário e ainda artigos de decoração. O intestino de cabras é usado para fazer catgut, que ainda é usado como material para suturas cirúrgicas internas humanas e cordas para instrumentos musicais. O chifre do bode, que significa fartura e bem-estar (a cornucópia), também é usado para fazer colheres.

### Carne
O sabor da carne de cabra é semelhante ao da carne de cordeiro da primavera; de fato, nas ilhas de língua inglesa do Caribe e em algumas partes da Ásia, particularmente Bangladexe, Paquistão e Índia, a palavra "cordeiro" é usado para descrever a carne de cabra e ovelha. No entanto, alguns comparam o sabor da carne de cabra com vitela ou veado, dependendo da idade e condição da cabra. Diz-se que seu sabor está principalmente ligado à presença de ácido 4-metiloctanoico e 4-metilnonanoico.

### Leite, manteiga e queijo

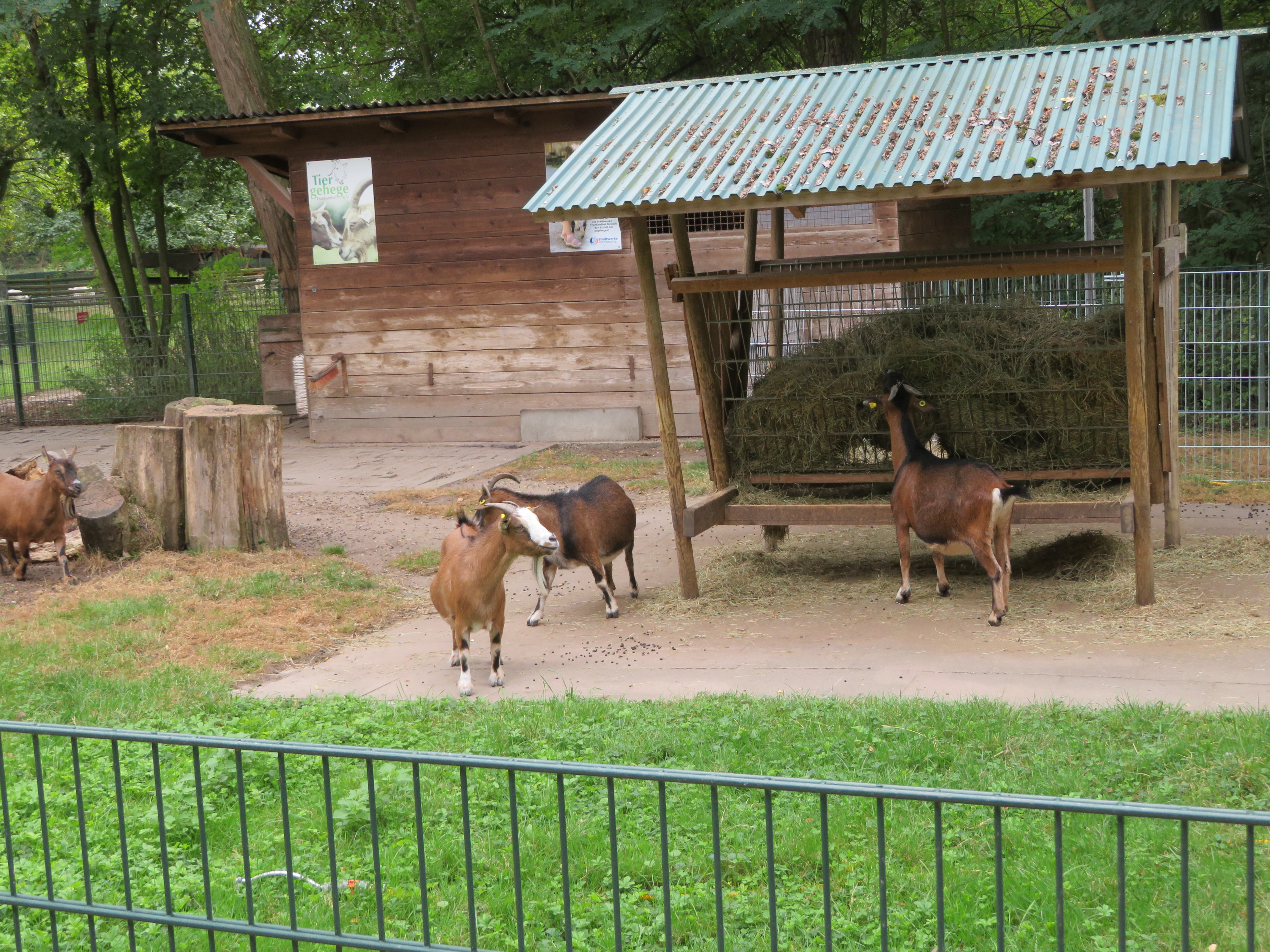
Criação de caprinos adequada à espécie com estábulo e cesto de feno

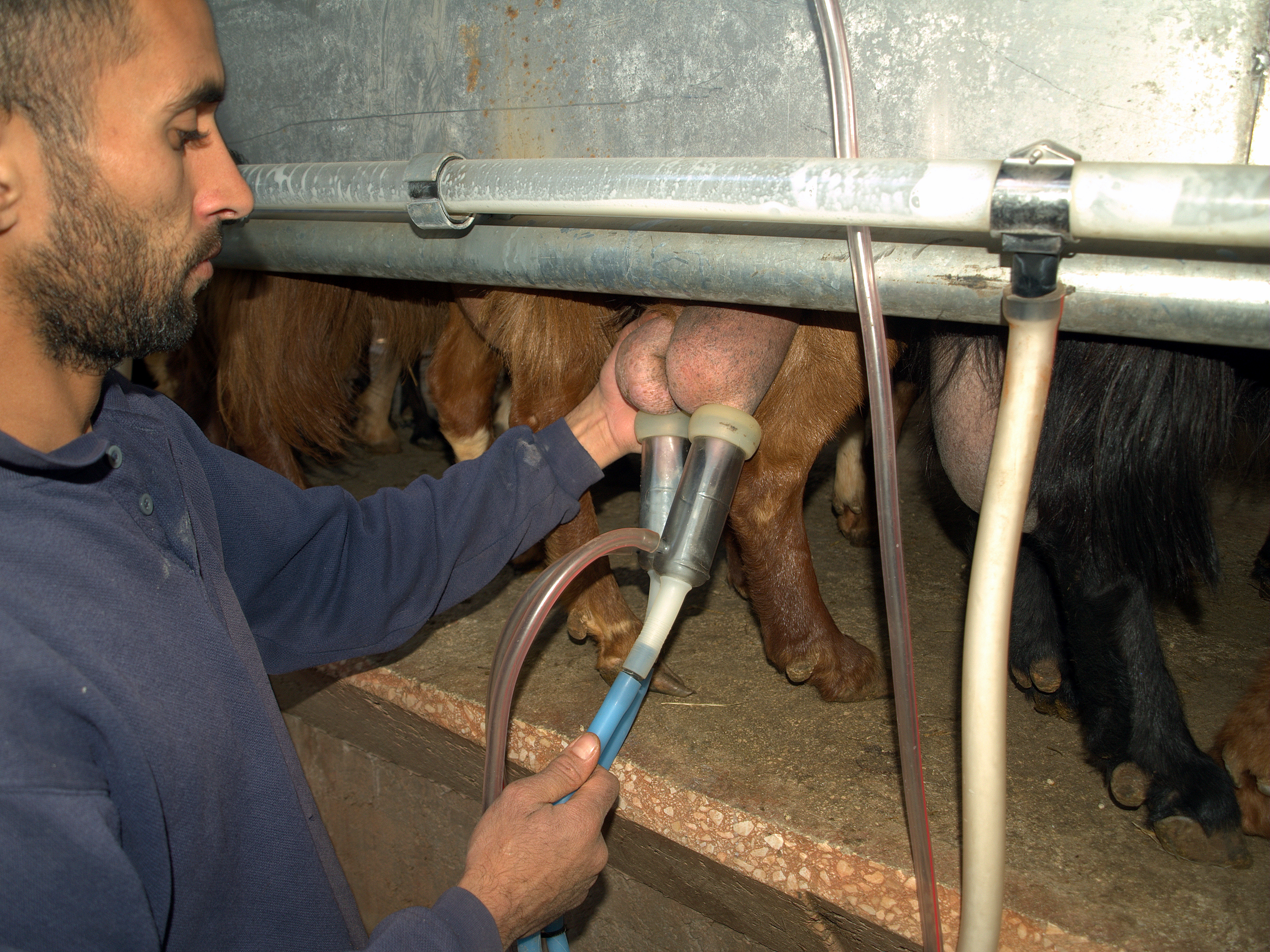
Leite sendo extraído de cabras em Israel

As cabras produzem cerca de 2% do suprimento anual total de leite do mundo. O leite naturalmente tem glóbulos de gordura pequenos e bem emulsionados, o que significa que o creme permanece suspenso no leite, em vez de subir até o topo, como no leite de vaca cru; portanto, não precisa ser homogeneizado. De fato, se o leite for usado para fazer queijo, a homogeneização não é recomendada, pois isso altera a estrutura do leite, afetando a capacidade da cultura de coagular o leite e a qualidade final e o rendimento do queijo. O leite é comumente processado em queijo, manteiga, sorvete, iogurte, cajeta e outros produtos. O queijo é conhecido como fromage de chèvre ("queijo de cabra") na França. Algumas variedades incluem Rocamadour e Montrachet. A manteiga é branca porque as cabras produzem leite com o betacaroteno amarelo convertido numa forma incolor de vitamina A. O leite de cabra tem menos colesterol do que o de vaca.
De acordo com a Organização das Nações Unidas para Alimentação e Agricultura (FAO), os maiores produtores de leite de cabra em 2008 foram a Índia (4 milhões de toneladas), Bangladexe (2,16 milhões de toneladas) e o Sudão (1,47 milhão de toneladas). A Índia abate 41% de 124,4 milhões de cabras a cada ano. Os 0,6 milhão de toneladas métricas de carne de cabra representam 8% da produção anual de carne da Índia. Aproximadamente 440 milhões de cabras são abatidas a cada ano para carne em todo o mundo. No subcontinente Indiano e em grande parte da Ásia, as cabras são criadas principalmente à produção de leite, tanto em ambientes comerciais quanto domésticos. As cabras nesta área podem ser mantidas alojadas de perto ou podem ser deixadas para comer forragem. A cabra-preta-salém é pastoreada nos campos e nas estradas durante o dia, mas é mantida encurralada à noite por segurança.
Na África e Oriente Médio são normalmente conduzidas em rebanhos com ovelhas. Isso maximiza a produção por hectare, pois cabras e ovelhas preferem diferentes plantas alimentícias. Vários tipos de caprinocultura são encontrados na Etiópia, onde quatro tipos principais foram identificados: pastagens em sistemas de cultivos anuais, em sistemas de cultivos perenes, com gado e em áreas áridas, sob sistemas pastoris (nômades). Em todos os quatro sistemas, no entanto, as cabras eram normalmente mantidas em sistemas extensivos, com poucos insumos adquiridos. As cabras domésticas são tradicionalmente mantidas na Nigéria. Enquanto muitas cabras podem vagar pela propriedade ou vila, outras são mantidas em currais e alimentadas no que é chamado de sistema de 'cortar e carregar'. Este tipo de criação também é usado em partes da América Latina. O corte e transporte, que se refere à prática de cortar gramíneas, milho ou cana para alimentação, em vez de permitir o acesso do animal ao campo, é particularmente adequado para tipos de alimentos, como milho ou cana, que são facilmente destruídos por atropelamento.

### Nutrição
Alguns pesquisadores e empresas produtoras de produtos lácteos de cabra fizeram alegações de que o leite de cabra é melhor à saúde humana do que a maioria do leite de vaca ocidental devido à falta duma forma de proteínas β-caseína chamada A1 e, em vez disso, conter principalmente a forma A2, que não metabolizar em β-casomorfina 7 no corpo. A Academia Americana de Pediatria desencoraja a alimentação de bebês com leite derivado de cabras. Um relatório de caso de abril de 2010 resume sua recomendação e apresenta "revisão abrangente das consequências associadas a essa prática perigosa", afirmando também: "Muitos bebês são alimentados exclusivamente com leite de cabra não modificado como resultado de crenças culturais, bem como exposição a informações falsas on-line. Relatórios anedóticos descreveram uma série de morbidades associadas a essa prática, incluindo anormalidades eletrolíticas graves, acidose metabólica, anemia megaloblástica, reações alérgicas, incluindo choque anafilático com risco de vida, síndrome hemolítico-urêmica e infecções." A brucelose caprina não tratada resulta numa taxa de letalidade de 2%. De acordo com o Departamento de Agricultura dos Estados Unidos (USDA), o leite de corça não é recomendado para bebês humanos porque contém "quantidades inadequadas de ferro, folato, vitaminas C e D, tiamina, niacina, vitamina B6 e ácido pantotênico para atender às necessidades nutricionais dum bebê" e pode causar danos para os rins duma criança e pode causar danos metabólicos.
O Departamento de Saúde do Reino Unido divulgou repetidamente declarações afirmando em várias ocasiões que "o leite de cabra não é adequado para bebês, e as fórmulas infantis e fórmulas de transição à base de proteína do leite de cabra não foram aprovadas para uso na Europa" e "leites infantis à base de proteína do leite de cabra não são adequados como fonte de nutrição para bebês". as indicações à alimentação de lactentes com leite de cabra não modificado são paralelas às associadas ao leite de vaca não modificado — especialmente no que diz respeito a reações alérgicas. No entanto, alguns grupos de agricultores promovem a prática. Por exemplo, Small Farm Today, em 2005, alegou uso benéfico em dietas de inválidos e convalescentes, propondo que éteres de glicerol, possivelmente importantes na nutrição de lactentes, são muito mais elevados no leite do que no leite de vaca. Um livro de 1970 sobre criação de animais afirmou que o leite difere do leite de vaca ou humano por ter maior digestibilidade, alcalinidade distinta, maior capacidade de tamponamento e certos valores terapêuticos na medicina e nutrição humanas. George Mateljan sugeriu que o leite de cabra pode substituir o leite de ovelha ou o leite de vaca na dieta daqueles que são alérgicos ao leite de certos mamíferos. No entanto, assim como o leite de vaca, o leite de cabra contém lactose (açúcar) e pode causar problemas gastrointestinais em indivíduos com intolerância à lactose. Na verdade, o nível de lactose é semelhante ao do leite de vaca.

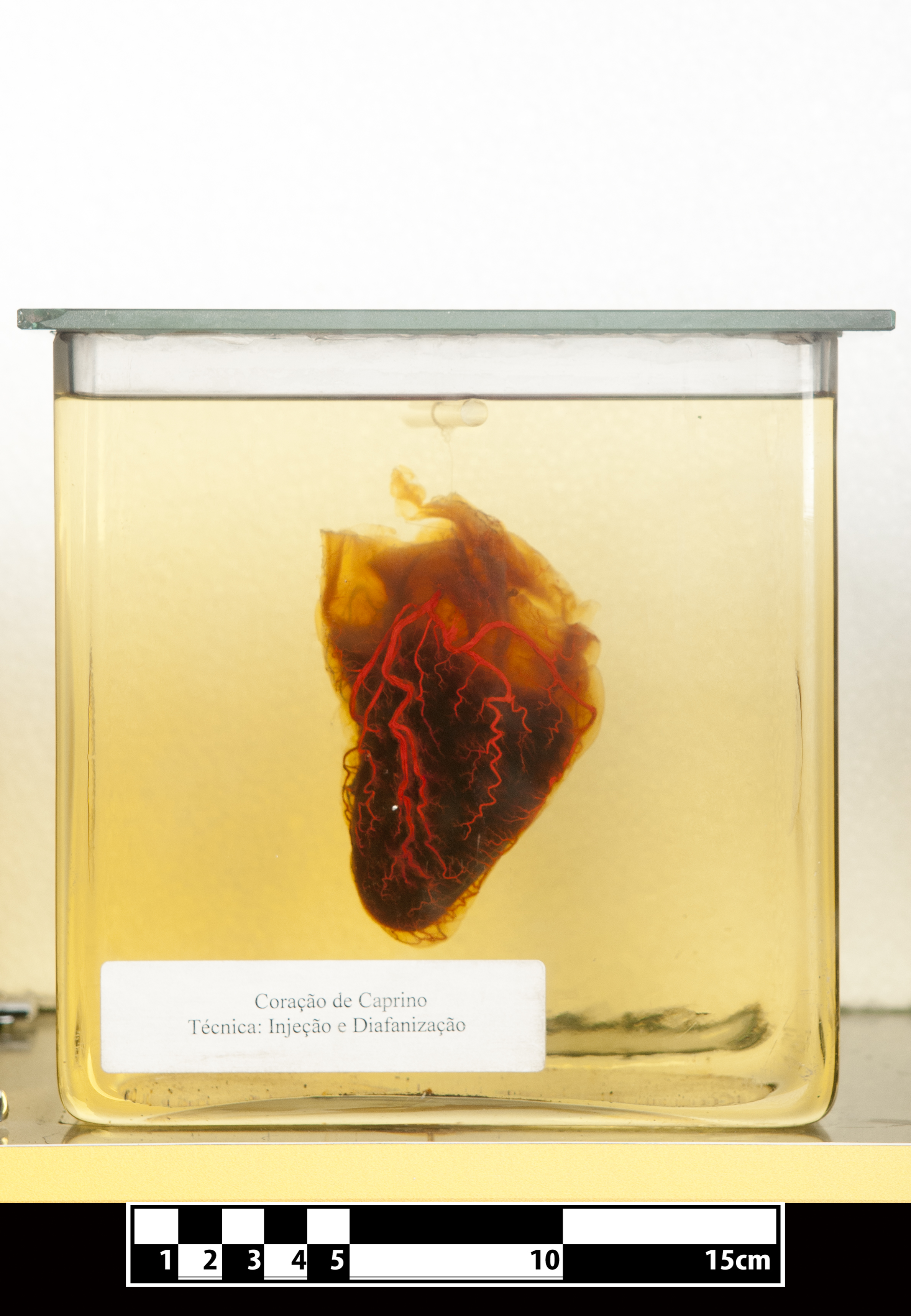
Coração caprino em exposição no Museu de Anatomia Veterinária da Faculdade de Medicina Veterinária e Zootecnia (MAV) da Universidade de São Paulo (USP)

| Constituinte       | Doe (cabra) | Vaca | Humano |
| ------------------ | ----------- | ---- | ------ |
| Gordura (g)        | 3.8         | 3.6  | 4,0    |
| Proteína (g)       | 3,5         | 3.3  | 1.2    |
| Lactose (g)        | 4.1         | 4.6  | 6.9    |
| Cinza (g)          | 0,8         | 0,7  | 0,2    |
| Sólidos totais (g) | 12.2        | 12.3 | 12.3   |
| Calorias           | 70          | 69   | 68     |

| Constituintes                 | Unidade | Vaca | Cabra | Ovelha | Búfalo-asiático |
| ----------------------------- | ------- | ---- | ----- | ------ | --------------- |
| Água                          | g       | 87,8 | 88,9  | 83,0   | 81,1            |
| Proteína                      | g       | 3.2  | 3.1   | 5.4    | 4,5             |
| Gordura                       | g       | 3.9  | 3,5   | 6,0    | 8,0             |
| Carboidratos                  | g       | 4,8  | 4.4   | 5.1    | 4.9             |
| Energia                       | kcal    | 66   | 60    | 95     | 110             |
| Energia                       | kJ      | 275  | 253   | 396    | 463             |
| Açúcares (lactose)            | g       | 4,8  | 4.4   | 5.1    | 4.9             |
| Colesterol                    | mg      | 14   | 10    | 11     | 8               |
| Cálcio                        | IU      | 120  | 100   | 170    | 195             |
| Ácidos graxos saturados       | g       | 2.4  | 2.3   | 3.8    | 4.2             |
| Ácidos graxos monoinsaturados | g       | 1.1  | 0,8   | 1,5    | 1,7             |
| Ácidos graxos poliinsaturados | g       | 0,1  | 0,1   | 0,3    | 0,2             |

### Limpeza de terreno

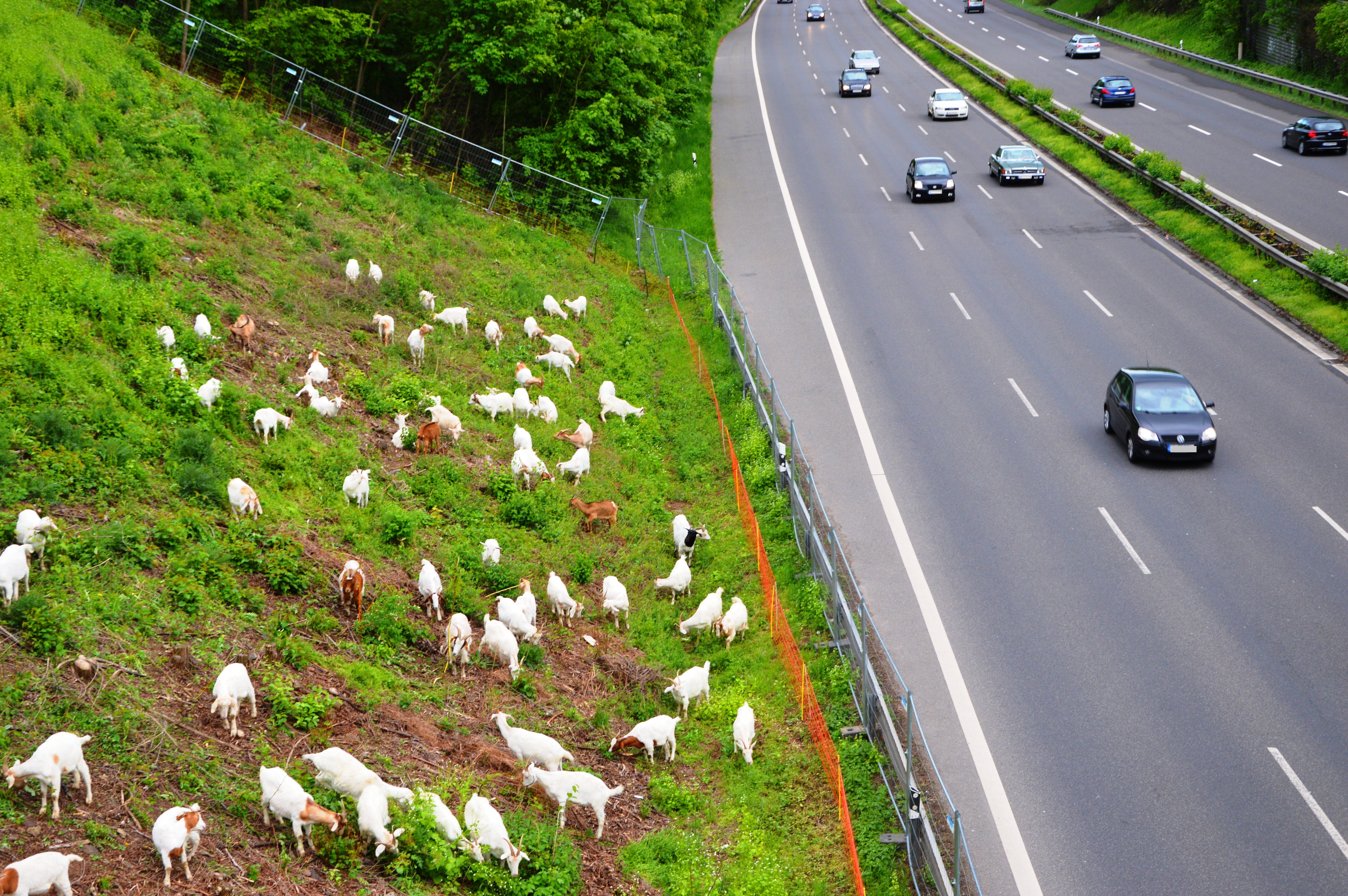
Cabras controlando o crescimento de plantas numa autoestrada 59 na Alemanha

As cabras têm sido usadas pelos humanos para limpar a vegetação indesejada há séculos. Eles foram descritos como "máquinas de comer" e "agentes de controle biológico". Houve um ressurgimento disso na América do Norte desde 1990, quando os rebanhos foram usados para limpar o mato seco das encostas da Califórnia, consideradas ameaçadas por possíveis incêndios florestais. Essa forma de usar cabras para limpar a terra às vezes é conhecida como pastagem de conservação. Desde então, várias agências públicas e privadas contrataram rebanhos privados de empresas como a Rent A Goat para realizar tarefas semelhantes. Isso pode ser caro e seu cheiro pode ser um incômodo. Esta prática tornou-se popular no noroeste do Pacífico, onde eles são usados para remover espécies invasoras que não são facilmente removidas por humanos, incluindo videiras de amora (com espinhos) e carvalho venenoso. Chattanooga, TN e Spartanburg, SC usaram cabras para controlar Pueraria lobata, uma espécie de planta invasora prevalente no sudeste dos Estados Unidos.

### Treinamento médico
Como a anatomia e a fisiologia duma cabra não são muito diferentes da dos humanos, os militares de alguns países usam cabras para treinar médicos de combate. Nos Estados Unidos, as cabras se tornaram as principais espécies animais usadas para esse propósito depois que o Pentágono acabou com o uso de cães para treinamento médico na década de 1980. Enquanto os manequins modernos usados no treinamento médico são bastante eficientes em simular o comportamento dum corpo humano, os treinandos sentem que "o exercício da cabra fornece uma sensação de urgência que apenas o trauma da vida real pode fornecer".

### Animais de estimação
Algumas pessoas escolhem cabras como animais de estimação por causa de sua capacidade de formar laços estreitos com seus guardiões humanos. As cabras são animais sociais e geralmente preferem a companhia de outras cabras, mas por causa de sua mentalidade de rebanho, elas seguem seu dono e formam laços estreitos com eles, daí sua popularidade contínua. As cabras são semelhantes aos veados no que diz respeito à nutrição e precisam de ampla variedade de alimentos, incluindo feno, ração de grãos ou mistura de grãos granulados e minerais soltos. As cabras geralmente herdam certas preferências alimentares ou as aprendem após o nascimento.

## Mitologia e folclore

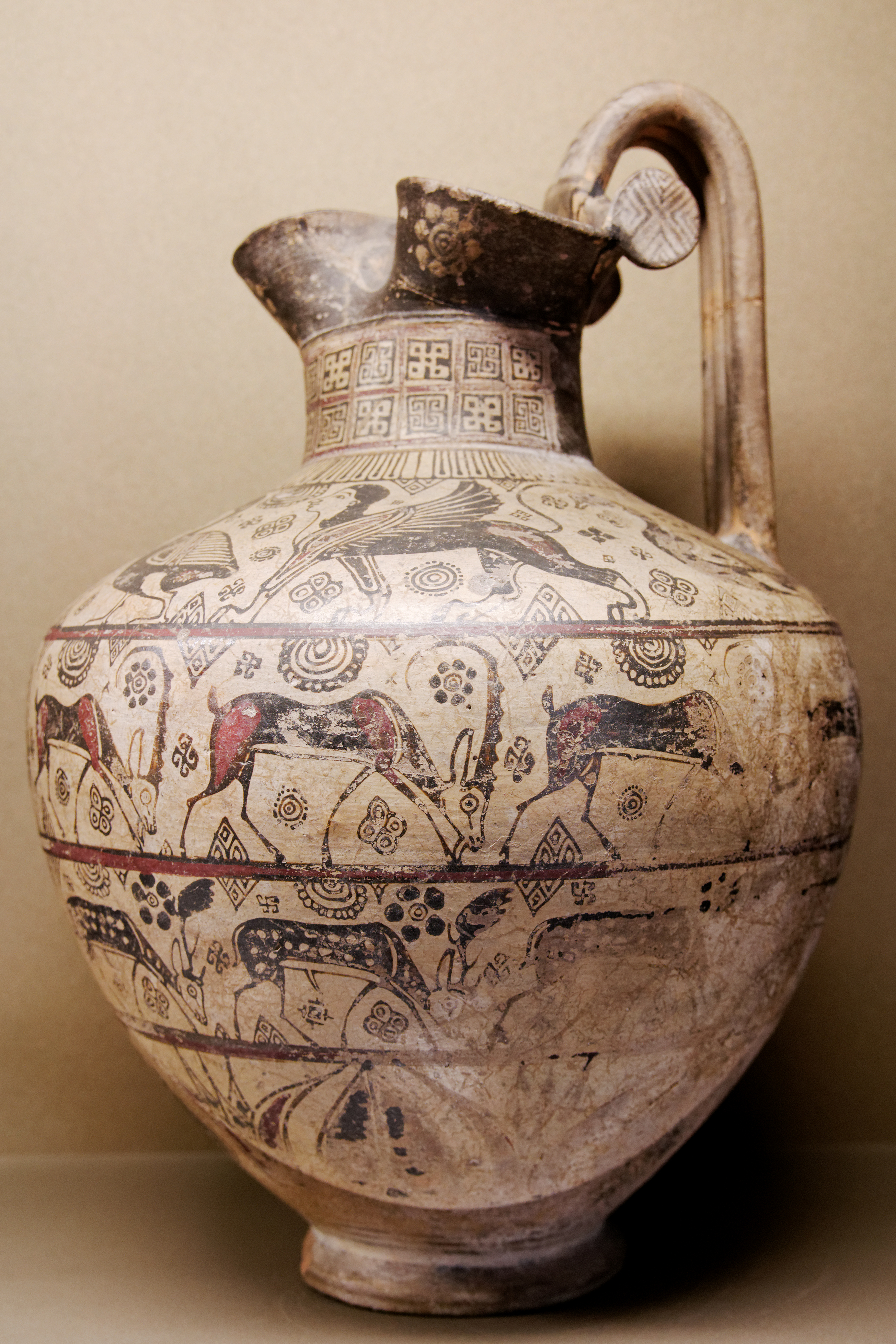
Enócoa grega antiga com pintura de cabras selvagens

Arqueólogos escavando a antiga cidade de Ebla na Síria descobriram, entre outros, o túmulo de algum rei ou grande nobre que incluía um trono decorado com cabeças de cabra de bronze. Isso levou a que este túmulo se tornasse conhecido como "O Túmulo do Senhor dos Bodes". Segundo a mitologia nórdica, o deus do trovão, Tor, tem uma carruagem puxada pelas cabras Tanngrisnir e Tanngnjóstr. Diz-se que o deus grego Pã tem a parte superior do corpo dum homem e os chifres e a parte inferior do corpo duma cabra. A tradição popular cristã na Europa associou Satanás com imagens de cabras.
Na Finlândia, a tradição de Nuutinpäivä— Dia de São Canuto, 13 de janeiro — envolve jovens vestidos de cabras (em finlandês: Nuuttipukki) que visitam as casas. Normalmente, o vestido era uma jaqueta de pele invertida, uma máscara de couro ou casca de bétula e chifres. Ao contrário dos análogos Papai Noel, Nuuttipukki era um personagem assustador (cf. Krampus). Os homens vestidos como Nuuttipukki vagavam de casa em casa, entravam e normalmente exigiam comida da casa e especialmente sobras de bebidas alcoólicas. Na Finlândia, a tradição Nuuttipukki ainda é mantida viva em áreas de Satagúndia, Finlândia Própria e Ostrobótnia. No entanto, hoje em dia o personagem é geralmente interpretado por crianças e agora envolve um encontro feliz.

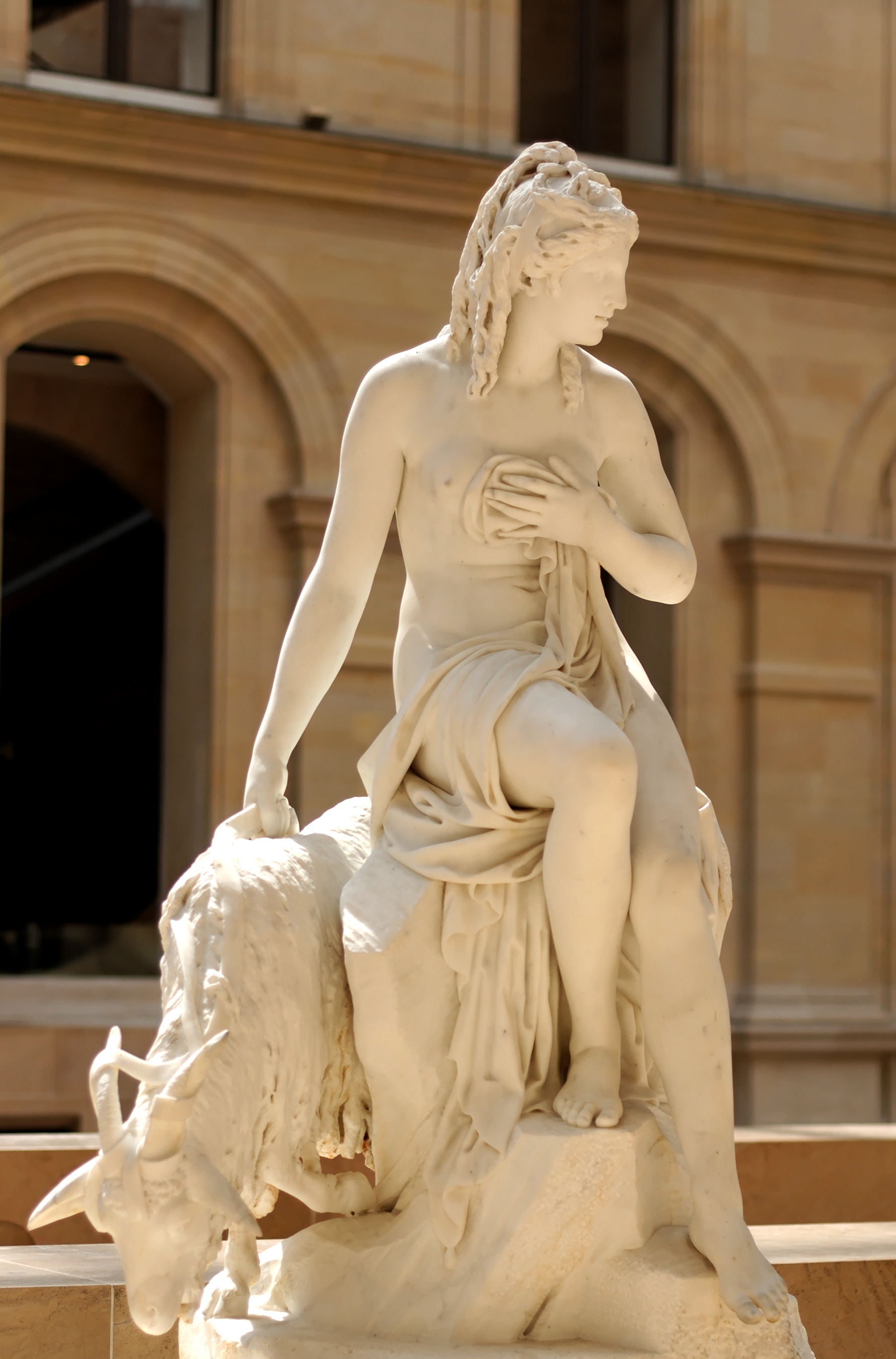
Amalteia e a cabra de Júpiter, encomendado por Maria Antonieta em 1787 à leiteria real em Rambouillet
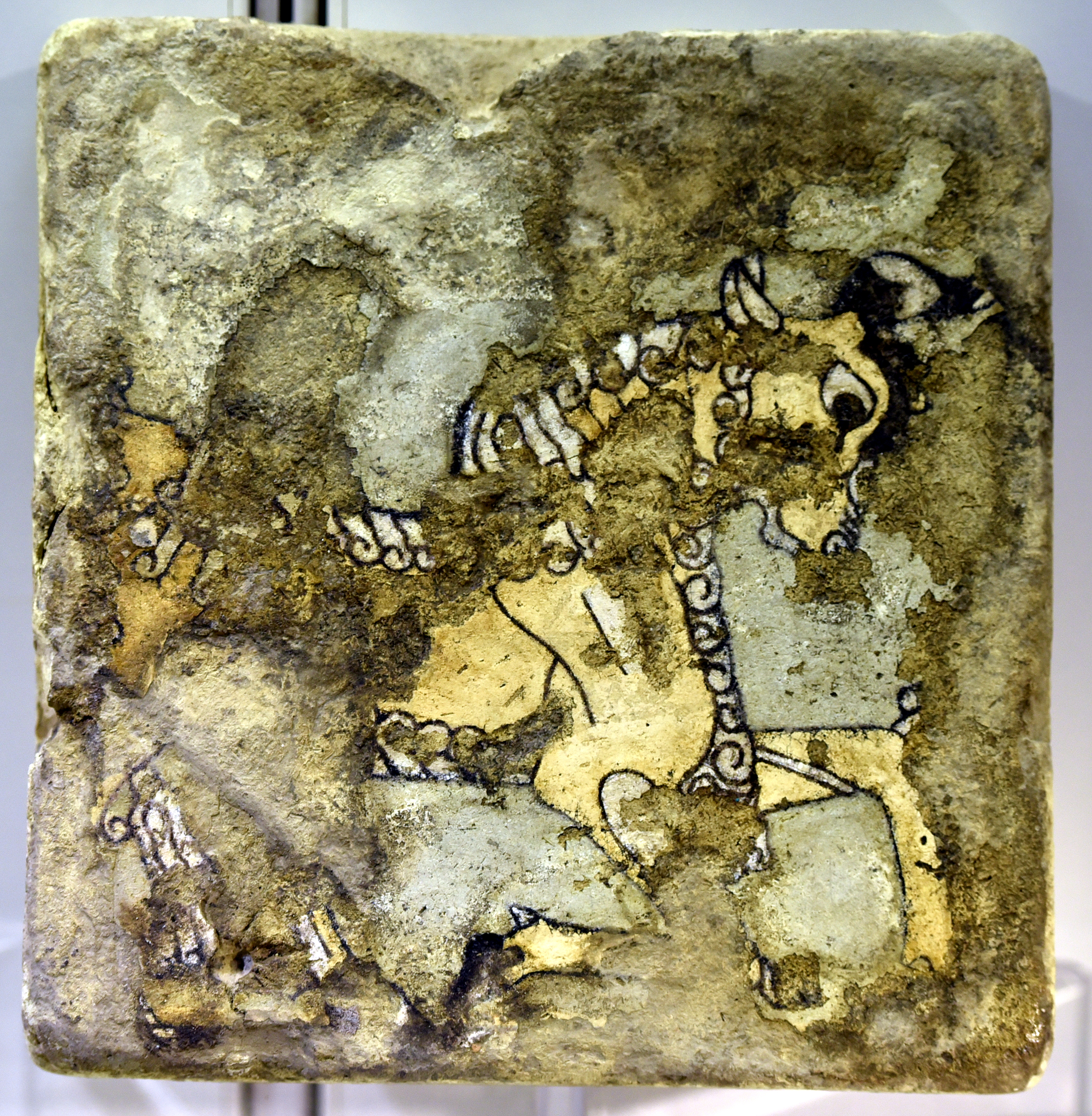
Tijolo vitrificado com uma cabra-selvagem, de Ninrude, Iraque, século IX-VII a.C., no Museu do Iraque
Cabra no brasão de armas Geta, um município de Alanda

### Religião
As cabras são mencionadas muitas vezes na Bíblia e sua importância no Israel Antigo é indicada pelos sete termos hebraicos e três gregos diferentes usados na Bíblia. Uma cabra é considerada um animal "limpo" pelas leis dietéticas judaicas e um cabrito foi abatido ao convidado de honra. Também era aceitável para alguns tipos de sacrifícios. Cortinas de pelo de cabra foram usadas na tenda que continha o tabernáculo (Êxodo 25:4). Seus chifres podem ser usados em vez do chifre de ovelha para fazer um xofar.
No Novo Testamento (Mateus 25:), Jesus retornou a Jerusalém no primeiro dia da semana (domingo) antes de sua crucificação. Tendo visitado o templo judaico, se encontrou com seus discípulos no Monte das Oliveiras, fora da cidade. No final dum longo discurso, falou dum tempo após sua Ressurreição, quando retornaria em glória e se sentaria para julgar as nações gentias do mundo usando uma metáfora das ovelhas e dos bodes. Comumente ovelhas e cabras pastavam juntas em rebanhos mistos.
Em Mateus 25:31–46, Jesus disse que, como pastor, separará as nações colocando à sua direita as ovelhas, aquelas que demonstraram bondade para com os necessitados e sofredores discípulos de Jesus e outros. Estes ele recompensará, mas os bodes à sua esquerda, que não demonstraram bondade, serão punidos. Embora tanto ovelhas quanto cabras fossem valorizadas como gado, essa preferência por ovelhas pode estar relacionada à importância da lã e à carne superior das ovelhas adultas em comparação com a carne pobre das cabras adultas.

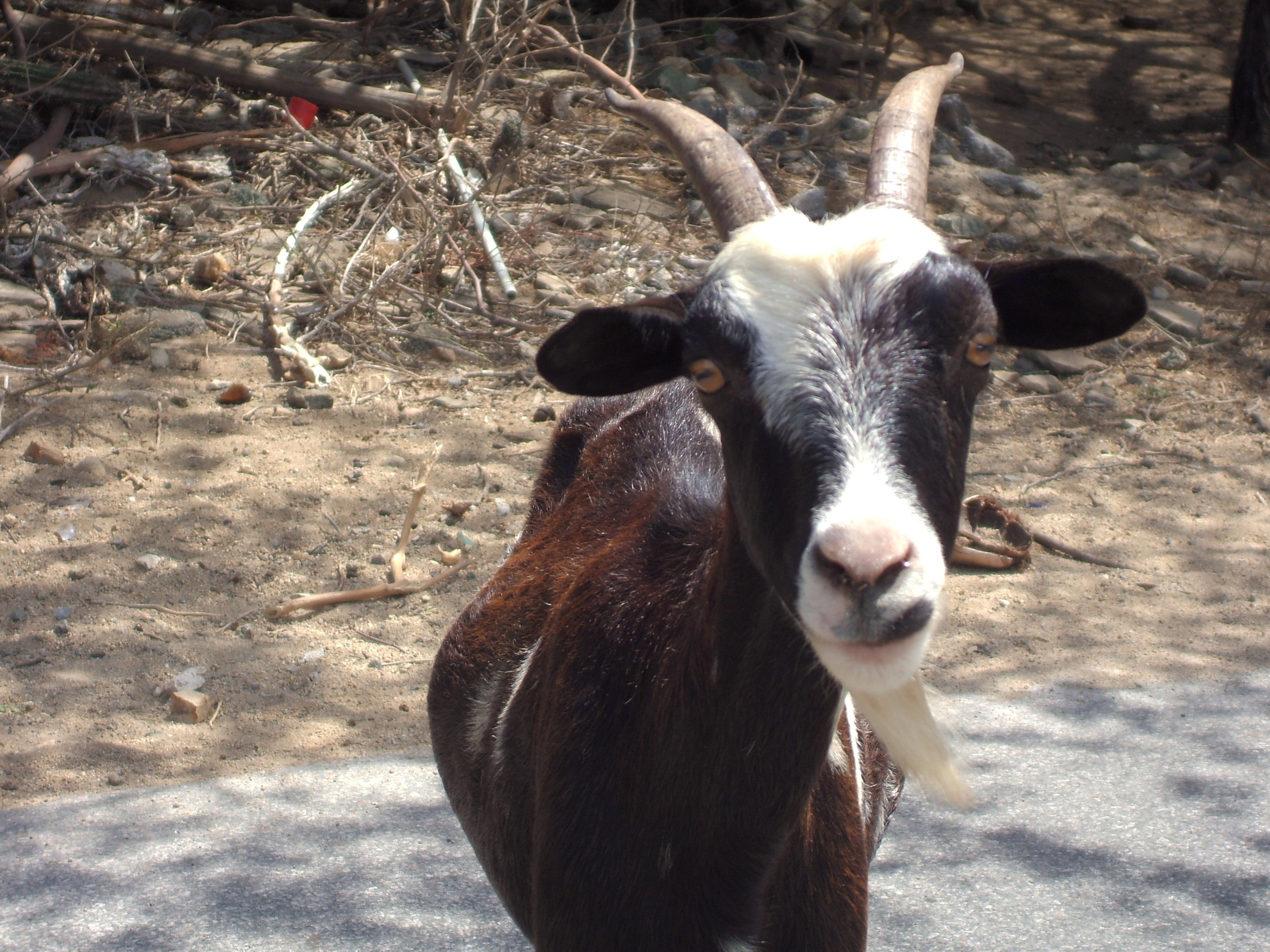
Cabra feral em Aruba

## Cabra feral
As cabras revertem prontamente à natureza (tornam-se selvagens) se tiverem a oportunidade. O único animal doméstico conhecido por retornar à vida selvagem tão rapidamente é o gato. As cabras selvagens se estabeleceram em muitas áreas: ocorrem na Austrália, Nova Zelândia, Grã-Bretanha, Galápagos e em muitos outros lugares. Quando atingem grandes populações em habitats que fornecem abastecimento ilimitado de água e que não contêm predadores suficientemente grandes ou que são vulneráveis aos hábitos de pastoreio agressivos das cabras, podem ter efeitos graves, como a remoção de arbustos nativos, árvores e outra vegetação que é exigido por ampla gama de outras criaturas, não apenas outros animais de pastagem ou pastoreio. As cabras selvagens são extremamente comuns na Austrália, com estimativa de 2,6 milhões em meados da década de 1990.